# Динко Давидов
Динко Давидов (Сивац, 4. октобар 1930 — Београд, 18. мај 2019) био је српски и југословенски историчар уметности и редовни члан САНУ на Одељењу историјских наука.

## Биографија
Рођен је 4. октобра 1930. године у Сивцу (Бачка). Основну школу завршио је у Стапару. Дипломирао је на катедри за историју уметности Филозофског факултета у Београду, а докторирао на Филозофском факултету у Љубљани.
Био је кустос Галерије Матице српске од 1965. до 1978, научни саветник Балканолошког института САНУ од 1979. и директор Галерије Српске академије наука и уметности од 2001. до 2009. У том периоду у Галерији САНУ је приређено 40 изложби са каталозима, а 24 каталога потписао је као уредник. Аутор је изложбе и посебног издања каталога „Светогорска графика” (Београд, 2004).
Основна област рада академика Давидова била је српска уметност од 17. до 19. века.
За дописног члана САНУ изабран је 2000. године, а за редовног 2006.

## Библиотека Динка Давидова
Академик Динко Давидов од 2011. године редовно је поклањао књиге из своје личне библиотеке за фонд Библиотеке САНУ, где се те књиге чувају као засебна целина на сигнатури ПБ 38. Реч је углавном о књигама из области историје уметности, уметности уопште, историје, књижевности и опште културе. Многи примерци садрже посвете аутора академику Давидову. Библиотека има 480 наслова и сви су обрађени у електронском каталогу.

## Награде
- Награда „Душан Баранин”, за књигу Споменици Будимске епархије, 1992.[4]‍:51
- Награда Задужбине Јакова Игњатовића, за животно дело, 1994.[4]‍:137
- Вукова награда, за науку, за књигу Сентандрејска саборна црква, 2001.
- Награда „Рачанска повеља”, за књигу Сентандрејска саборна црква, 2002.[4]‍:192
- Награда „Златни беочуг”, 2004.
- Награда „Дејан Медаковић”, за књигу Иконописци српских сеоба, 2014.

## Дела
Аутор је неколико научних монографија, као и великог броја научних и стручних радова и прилога у часописима и зборницима, а такође је био и приређивач или уредник разних научних издања.
- Давидов, Динко (1973). Иконе српских цркава у Мађарској. Нови Сад: Галерија Матице српске.
- Давидов, Динко (1978). Српска графика XVIII века (1 изд.). Нови Сад: Матица српска.
- Давидов, Динко (1983). Српски бакрорези 18. века. Нови Сад: Матица српска.
- Давидов, Динко (1990). Знамења сеоба. Ваљево: Глас цркве.
- Давидов, Динко (1990). Споменици Будимске епархије. Београд: Просвета.
- Давидов, Динко (1990). Хиландарска графика. Београд: Просвета.
- Давидов, Динко (1994). Српске привилегије царског дома хабзбуршког. Нови Сад; Београд: Галерија Матице српске; Светови; Балканолошки институт.
- Давидов, Динко (2004). Студије о српској уметности XVIII века. Београд: Српска књижевна задруга.
- Давидов, Динко (2006) [1978]. Српска графика XVIII века (2 изд.). Београд: Завод за уџбенике и наставна средства.
- Давидов, Динко (2007). Срби и Јерусалим. Београд: Политика.
- Давидов, Динко (2008). Горња земља: Споменици народа српског. Београд: Завод за уџбенике.
- Давидов, Динко (2008). Уништавање фрушкогорских манастира у Независној Држави Хрватској (1941-1945). Анали Огранка САНУ у Новом Саду. 4. стр. 37—47.
- Давидов, Динко (2011). Сентандреја: Српске повеснице. Београд-Нови Сад: САНУ; Прометеј.
- Давидов, Динко (2011). Српска стематографија: Беч 1741. Београд-Нови Сад: Прометеј.
- Давидов, Динко (2011). „Кијевопечерска лавра и српска црквена уметност у 18. веку”. Српско-руски односи од почетка XVIII до краја XX века. Београд: САНУ. стр. 1—12.
- Давидов, Динко (2013). Тотални геноцид: Независна Држава Хрватска 1941-1945. Београд: Завод за уџбенике.
- Давидов, Динко (2014). Иконописци српских сеоба. Нови Сад: Прометеј.
- Давидов, Динко (2014). „Карловачка митрополија”. Три века Карловачке митрополије 1713-2013. Сремски Карловци-Нови Сад: Епархија сремска, Филозофски факултет. стр. 19—23.
- Davidov, Dinko (2015). Independent State of Croatia, Total Genocide 1941-1945. Belgrade: Svet knjige.
- Давидов, Динко (2017). Помени давних сеоба: Знамења српске повеснице. Нови Сад: Православна реч.

### Уреднички рад
- Зборник за ликовне уметности Матице српске (члан Уредништва)
- Српска графика XVIII века – нова сазнања, 1986. (уредник зборника)
- Манастир Шишатовац 1989. (уредник зборника)
- Поствизантијска уметност на Балкану – Post-byzantine art in Balkans 2003. (уредник зборника)
- Знамења Карловачке митрополије, Београд: САНУ, 2007.